# Fricativa uvular sorda
La fricativa uvular sorda es un tipo de sonido consonántico, que aparece en diversas lenguas habladas, entre ellas el español de España.
El símbolo usado en el Alfabeto Fonético Internacional para representa este sonido es ⟨ꭓ⟩. Este sonido se representa mediante ⟨x̣⟩ (X con punto inferior en el Alfabeto Fonético Americanista).

## Características
Las características fonéticas de la fricativa uvular sorda son:
[+ fricativa]/[+ continuante]

[+ dorsal]

[uvular]

[- sonora]/[+ sorda]

[+ oral]/[- nasal]

[+ central]/[- lateral]

[+ pulmónica]

## Aparición
| Lengua            | Lengua                | Palabra         | AFI               | Glosa                                          | Notas |  |
| ----------------- | --------------------- | --------------- | ----------------- | ---------------------------------------------- | --- |  |
| Abjasio           | Abjasio               | хпа             | [χpa]             | 'tres'                                         | Contrasta con formas labializadas y palatalizadas.                                                                                      |  |
| Adigué            | Adigué                | пхъэ            | [pχa]ⓘ            | 'leña'                                         | |  |
| Afrikáans         | Afrikáans             | goed            | [χut]             | 'bueno'                                        | Algunos dialectos. |  |
| Alemán            | Bajo Rin              | Wirte           | [ˈvɪχtə]          | 'huéspedes'                                    | En variación libre con [ɐ] entre una vocal y una coronal sorda.                                                                         |  |
| Alemán            | Estándar              | Dach            | [daχ]             | 'techo'                                        | Aparece antes de algunas vocales posteriores. Ver Fonología del alemán.                                                                 |  |
| Alemán            | Alemán de Suiza       | mich            | [mɪχ]             | 'me' (ac.)                                     | Algunos hablantes, para otros es velar ([x]). El alemán suizo no distingue entre [x] and [ç].                                           |  |
| Aleutiano         | Dialecto atkan        | hatix̂           | [hɑtiχ]           | 'diez'                                         | |  |
| Árabe             | Estándar              | خبز             | [χʊbz]            | 'pan'                                          | |  |
| Archi             | Archi                 | хол             | [χol]             | 'brazo'                                        | |  |
| Armenio           | Oriental              | խոտ             | [χot]ⓘ            | 'pasto, hierba'                                | |  |
| Avar              | Avar                  | орх             | [orχ]             | 'elevar'                                       | |  |
| Bashkir           | Bashkir               | хат             | [χɑt]             | 'carta'                                        | |  |
| Bereber           | Taqbaylit             | axxam           | [aχχam]           | 'casa'                                         | |  |
| Chilcotin         | Chilcotin             | ?               | [ʔælaχ]           | '(yo) lo hice'                                 | |  |
| Escocés           | Escocés               | nicht           | [nɪχt]            | 'noche'                                        | |  |
| Español           | Castellano peninsular | jugar           | [χuˈɣ̞äɾ]          | 'jugar'                                        | Alófono de /x/ ante vocal posterior o [w]. Puede ser mayoritariamente o siempre uvular en algunos hablantes. Ver Fonología del español. |  |
| Español           | Algunos hablantes     | jugar           | [χuˈɣ̞äɾ]          | 'jugar'                                        | Alófono de /x/ ante vocal posterior o [w]. Puede ser mayoritariamente o siempre uvular en algunos hablantes. Ver Fonología del español. |  |
| Eyak              | Eyak                  | da.x̣            | [daːχ]            | 'y'                                            | |  |
| Francés           | Francés               | proche          | [pχɔʃ]            | 'cercano'                                      | Alófono de [ʁ] después o antes de obstruyentes sordas. Ver Fonología del francés.                                                       |  |
| Frisón occidental | Frisón occidental     | berch           | [bɛrχ]            | 'montaña'                                      | Nunca ocurre al inicio de palabras. |  |
| Galés             | Galés                 | carchar         | [karχar]          | 'cárcel'                                       | |  |
| Haida             | Haida                 | ḵ'aláax̂an       | [qʼʌlɑ́χʌn]        | 'valla, cerca'                                 | |  |
| Hebreo            | Hebreo                | אוכל            | [oχel]            | 'comida'                                       | |  |
| Kabardino         | Kabardino             | хъарзынэ        | [χaːrzəna]        | 'well'                                         | |  |
| Klallam           | Klallam               | sx̣aʔqʷaʔ        | [sχaʔqʷaʔ]        | 'espina de salmón'                             | |  |
| Lakota            | Lakota                | ȟóta            | [ˈχota]           | 'gris'                                         | |  |
| Lezgui            | Lezgui                | хат             | [χatʰ]            | 'cuenta, abalorio'                             | Contrasta con una forma labializada. |  |
| Neerlandés        | Países Bajos          | Scheveningen    | [ˈsχeɪ̯vənɪŋə(n)]ⓘ | 'Scheveningen'                                 | Varios dialectos occidentales y centrales. Corresponde a [ɣ] y [x] en el dialecto estándar del norte.                                   |  |
| Neerlandés        | La Haya               | standaard       | [ˈstɑndaːχt]      | 'standard'                                     | Alófono tradicional de /ʀ/, ocurre después de vocales y antes de consonantes.                                                           |  |
| Nez Percé         | Nez Percé             | [ˈχəχɑˑt͡s]      | [ˈχəχɑˑt͡s]        | 'oso grizzly'                                  | |  |
| Ongota            | Ongota                | [χibiɾi]        | [χibiɾi]          | 'murciélago'                                   | |  |
| Oowekyala         | Oowekyala             | [tsʼkʼʷχttɬkt͡s] | [tsʼkʼʷχttɬkt͡s]   | 'el invisible estará aquí poco tiempo conmigo' | |  |
| Portugués         | Fluminense            | anarquia        | [ɐ̃nɐ̞χˈki.ɐ]       | 'anarquía'                                     | En variación libre con [x], [[ʁ] ~ [ʀ]], [ħ] y [h] ante consonantes sordas.                                                             |  |
| Portugués         | Brasileño General     | marrom          | [mɐ̞ˈχõː]          | 'marrón'                                       | En algunos dialectos corresponde a la rótica /ʁ/. Ver Fonología del portugués.                                                          |  |
| Saanich           | Saanich               | wexes           | [wəχəs]           | 'ranas pequeñas'                               | Contrasta con una forma labializada. |  |
| Seri              | Seri                  | xeecoj          | [χɛːkox]          | 'lobo'                                         | Contrasta con una forma labializada. |  |
| Sueco             | Meridional            | sjuk            | [χʉːk]            | 'enfermo'                                      | Variante de /ɧ/ usada en áreas influidas por el árabe o el kurdo.                                                                       |  |
| Tlingit           | Tlingit               | tlaxh           | [tɬʰɐχ]           | 'muy'                                          | Contrasta con formas labializada, eyectiva y labizada eyectiva.                                                                         |  |
| Ubykh             | Ubykh                 | [asfəpχa]       | [asfəpχa]         | 'necesito comérmelo'                           | El ubykh tiene diez fricativas uvulares diferentes.                                                                                     |  |
| Uigur             | Uigur                 | یاخشی/ yaxshi   | [jɑχʃi]           | 'bueno'                                        | |  |
| Yidis             | Yidis                 | בוך             | [bʊχ]             | 'libro'                                        | |  |